# Charles Enz
Charles Paul Enz (* 19. Januar 1925 in Zürich; † 25. August 2019) war ein Schweizer theoretischer Physiker.

## Leben
Enz studierte an der ETH Zürich, wo er 1952 bei Wolfgang Pauli sein Diplom machte. Danach war er wissenschaftlicher Assistent von Georg Busch im Bereich Festkörperphysik der ETH und promovierte 1956 bei Pauli (Wechselwirkungskräfte und Renormalisation in der Photonenpaar-Theorie). Im Sommersemester 1956 und Wintersemester 1958/59 war er Assistent von Pauli und vertrat diesen in Vorlesungen. Von 1959 bis 1961 war er am Institute for Advanced Study  in Princeton, New Jersey. Er war ab 1961 ordentlicher Professor an der Universität Neuenburg und ab 1965 an der Universität Genf, wo er ab 1977 Vorsitzender der Physik-Fakultät war. 1963/64 war er Gastprofessor an der Cornell University und 1970/71 am IBM Laboratorium Rüschlikon.
Enz befasste sich unter anderem mit theoretischer Festkörperphysik und der Geschichte der Physik. Er war Mitherausgeber der gesammelten Werke seines Lehrers Wolfgang Pauli und Herausgeber dessen Vorlesungen. Er schrieb auch einen Aufsatz über Paulis wissenschaftliches Werk in The physicist's conception of Nature (herausgegeben von Jagdish Mehra, 1973) und eine wissenschaftliche Biographie von Pauli.
Von 1975 bis 1978 war Enz Präsident der Schweizerischen Physikalischen Gesellschaft. 1986 wurde er Fellow der American Physical Society.

## Schriften
- Of Matter and Spirit: Selected Essays by Charles P. Enz. World Scientific, Singapore 2009, ISBN 978-981-281-901-7.
- No time to be brief: a scientific biography of Wolfgang Pauli. Oxford University Press, Oxford/New York 2002, ISBN 0-19-856479-1.
- Charles P. Enz: "Pauli hat gesagt" : eine Biografie des Nobelpreisträgers Wolfgang Pauli 1900-1958. Verlag Neue Zürcher Zeitung, Zürich 2005, ISBN 978-3-03823-144-8.